# Golden Melody Awards
Pour les articles homonymes, voir GMA.
Les Golden Melody Awards (chinois simplifié : 金曲奖 ; chinois traditionnel : 金曲獎 ; pinyin : Jīnqǔ Jiǎng), communément abrégés en GMA, sont une distinction décernée par le ministère taïwanais de la culture pour récompenser les réalisations exceptionnelles dans l'industrie de la musique populaire et traditionnelle en mandarin, en hokkien taïwanais, en hakka et en langues formosanes. Les GMA sont décernés sur la base des votes des membres du jury et ont toujours été reconnus comme l'équivalent des Grammy Awards dans le monde sinophone,,,,,. Ils partagent la reconnaissance de l'industrie musicale avec les autres prix de performance tels que les Golden Bell Awards (télévision) et les Golden Horse Awards (cinéma).

## Histoire
La première édition des Golden Melody Awards a lieu le 6 janvier 1990, pour récompenser la production de musique populaire par des artistes-interprètes. À la suite de la cérémonie de 1996, le ministère de la culture a remanié de nombreuses catégories de prix pour 1997. En 1997, les prix sont divisés en deux catégories : musique populaire et musique traditionnelle. Les deux prix deviennent des cérémonies distinctes en 2007. Depuis 2014, les Mélodies d'or pour la musique traditionnelle sont décernées par le Centre national pour les arts traditionnels, une autre division du ministère de la culture.
Les 31e et 32e éditions de la cérémonie de remise des prix sont reportées respectivement à octobre 2020 et août 2021 en raison de la pandémie de Covid-19. La 33e édition se tient le 2 juillet 2022 à la Kaohsiung Arena de Kaohsiung, marquant son retour dans la ville de Kaohsiung depuis la 16e édition. 